# Juana Burghardt
Juana Burghardt (Buenos Aires, 1963) és una traductora argentina especialitzada en poesia. Després d'emigrar amb vint anys a Alemanya, es va diplomar en Traducció en humanitats i en Metodologia i didàctica d'ensenyament de llengües estrangeres. Des de 1996 ha participat en diferents lectures i ponències en festivals internacionals de poesia a Europa, Àsia i Llatinoamèrica.
Des de 2003, és coordinadora internacional, traductora i intèrpret del Festival Internacional de Poesia al-Mutanabbi de Zuric (Suïssa). El 2005, va ser traductora i intèrpret del taller de traducció poètica Lyrikline - Literaturwerkstatt amb el tema El món hispànic. En el marc del III Festival Mundial de Poesia a Caracas (Veneçuela, 2006) va oferir un taller de traducció poètica al Centre d'Estudis Llatinoamericans Rómulo Gallegos (CELARG). Realitza les portades dels llibres de poesia que apareixen a l'editorial Edition Delta. Tradueix a l'alemany, amb el seu marit Tobias Burghardt, de l'espanyol, el portuguès i el català. Del català ha traduït Miquel Martí i Pol, Joan Margarit, Maria-Mercè Marçal, Teresa Pascual i Susanna Rafart. Del castellà ha traduït nombrosos autors com Antonio Porchia, Alejandra Pizarnik, Olga Orozco, Juan Gelman, Roberto Juarroz, Gastón Baquero, José Emilio Pacheco, Alberto Szpunberg, Clara Janés, Ángela García, Luisa Castro, Rosana Acquaroni, Fermín Higuera i Andrés Sánchez Robayna.